# Olesicampe punctitarsis
Olesicampe punctitarsis är en stekelart som först beskrevs av Thomson 1887.  Olesicampe punctitarsis ingår i släktet Olesicampe och familjen brokparasitsteklar. Inga underarter finns listade i Catalogue of Life.